# アリスター・ウォーカー

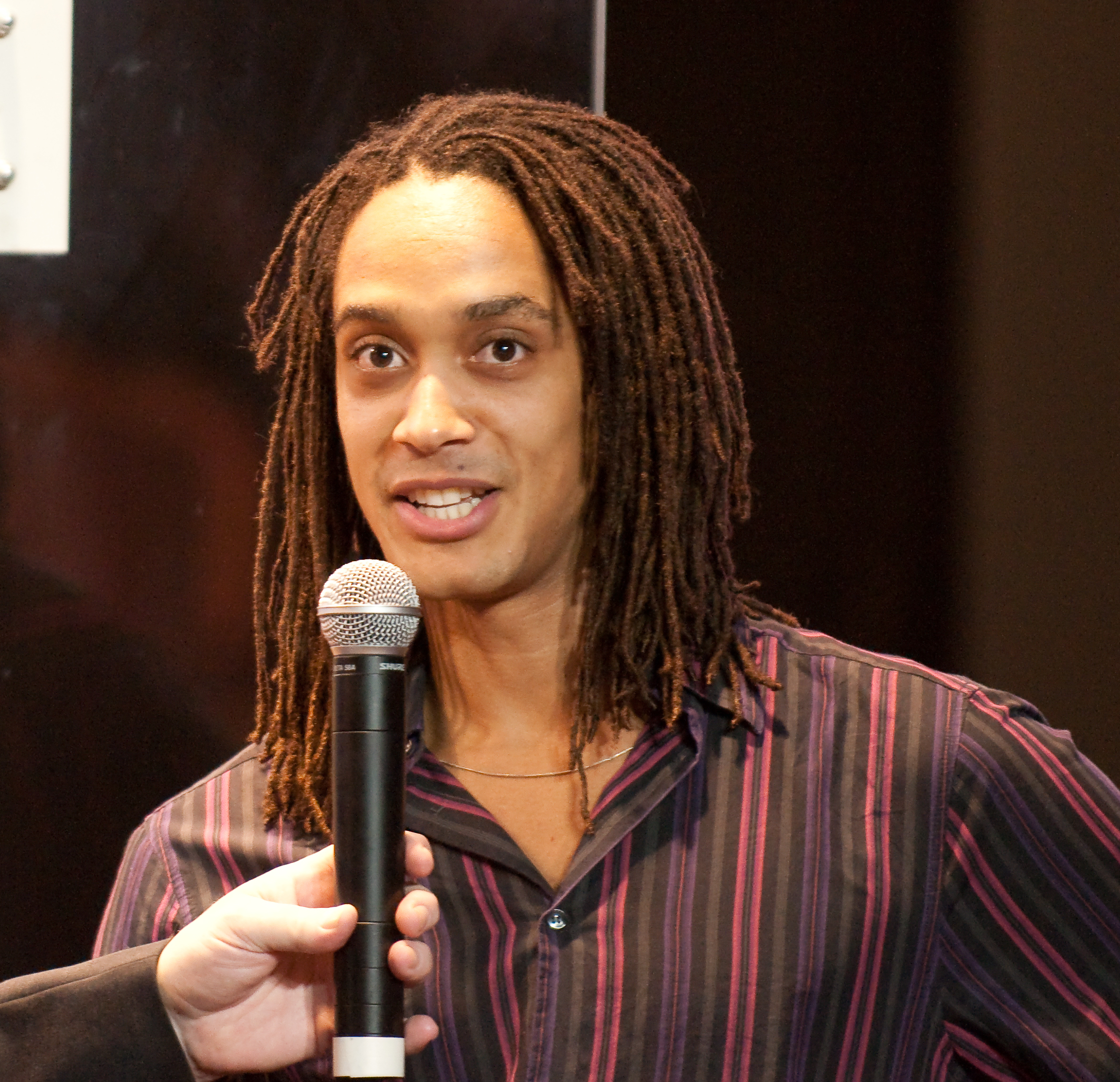
Alister Walker

アリスター・ウォーカー（Alister Walker、1982年9月19日 - ）は、ボツワナのスカッシュ選手。ハボローネ出身。
世界ランキングのキャリア最高位は2009年9月に記録した12位。2009年にはイングランド代表の一員として、世界チーム選手権の優勝メンバーの一人となっている。